# Marduk-ahhe-eriba
Marduk-ahhe-eriba (akad. Marduk-ahhē-erība, tłum. „Bóg Marduk zastąpił mi braci”) – dziewiąty król Babilonii z II dynastii z Isin, następca Adad-apla-iddiny; panował jedynie przez sześć miesięcy w 1047 r. p.n.e. Znany tylko z inskrypcji na jednym kudurru, poświadczającej nadanie ziemi w północnej Babilonii.